# 娑提 (習俗)
娑提，亦译薩蒂、薩提，原為印度教司婚姻幸福的女神达刹约尼的別名之一，因為傳說的關係成為了忠貞的代名詞。神話中的娑提為了控訴父親达刹侮辱其戀人濕婆而投火自盡，她的靈魂轉世為雪山神女並與濕婆再度結婚。這段戀愛故事在印度與孟加拉的民間地區演變成习俗，即婦女在丈夫死後（一般是葬礼上）自焚殉夫以表達對先夫的忠貞，甚至有證據顯示這個習俗散播到其他宗教如錫克教、耆那教和伊斯蘭教。印度寡婦進行「娑提」的儀式一般都是自願的，但亦有文獻記錄或作畫顯示有的婦女是受到社會壓力，甚至是被他人強迫執行儀式的。

## 概觀
根據印度政府1987年制定的防止娑提法案1章2(c)節，對娑提習俗的定義為：

(i) 活著的寡婦與其已故的丈夫、其他親屬或與先人有聯繫的文獻、物品共同接受火葬或埋葬；或者
(ii) 不論殉身者自願與否，任何活著的女性與其親屬的屍體共同接受火葬或埋葬

儀式會以婚禮的形式在公開場合受人圍觀下進行，寡婦不是穿壽衣而是穿婚袍以映射神話中女方死亡、轉生、與先夫重逢再度結合。婦女焚身的方式可以是躺在丈夫的遺體旁同時被燒，另一種是當火葬的火焰燒得熊熊時妻子投進火堆中，寡婦反抗拒絕接受儀式的場合下多為前者，並且會被捆綁防止逃走。 殉夫的寡婦會獲樹立「娑提墓石」或聖壇以表揚她們的行為。 根據記載，娑提習俗在笈多王朝建立前，大約公元400年已經出現，笈多王朝約於公元500年衰落後此儀式更為盛行。
這種習俗强化、扩展在穆斯林征服印度次大陆时期。突厥穆斯林入侵印度時，拉傑普特人的女眷為避免受入侵者所辱采用此类儀式。有作者指，在10世纪以后，穆斯林统治者加强同印度教女子的通婚，甚至提倡同印度教寡妇结婚。印度教徒为对抗穆斯林，强化女性守贞。到11世纪时，包括童婚的女童在内，寡妇不许再嫁。寡妇殉夫成为最大的贞节和美德。18世纪时寡妇殉夫习俗达到高峰。1815年至1828年期间，孟加拉六个地区有8200多位寡妇自焚殉夫。1819年，英属孟加拉省有839名寡妇殉夫，其中，加尔各答有544人:374。

## 印度教經典觀點
印度教經典對婦女追隨先夫殉葬的態度並不統一，娑提本身亦非因為丈夫（濕婆）之死而自盡。《阿闼婆吠陀》13.3.1提議寡婦為先夫服喪及尋找其他男子再婚。《摩诃婆罗多》的記載中一個自焚的女人瑪德利，與丈夫般度交歡而導致其身上致死的毒咒發作，瑪德利因為自責而尋死。《罗摩衍那》的多罗因為丈夫瓦里的死而決定進行娑提儀式，但成功被罗摩和哈奴曼阻止下來。（不過罗摩衍那中還有另一段婦女自焚的橋段，就是悉多為了讓丈夫罗摩相信自己仍是清白之身而投火自焚，以無傷證明未被罗波那玷污。）《往世书》則相反，例如《迦樓羅往世書》1.107.29記述了「妻子陪伴丈夫死去會長久地同住天堂。」另外維護娑提的人士經常引用梨俱吠陀10.18.7來支持自己的觀點，對於原文的翻譯存在多個解讀，但大意都是指寡婦不要帶著苦惱踏進先夫的墓，然而就算這句中對寡婦在喪禮中的舉動有何種建議，下一節10.18.8就會將殉葬的解讀駁回：「起身吧，來到（充滿）生命的世界，女人啊，汝身旁的夫君已經無生命力了。你的丈夫提著你的手發誓成為你的戀人、你的一部分。」

## 取締
近代文明社會始將娑提視為陋習，印度的執政者多通過各種方式呼籲社會抵制娑提習俗。莫卧儿帝国時代的官員被國王賦予延緩寡婦跟隨先夫接受火葬的職權，希望以此緩和寡婦的情緒而放棄自殺。另外有孩子的寡婦絕不可以被允許執行儀式。此後政府還通過向試圖自焚的婦女提供金錢及禮品，勸導她們珍惜生命。18世紀末印度在歐洲列強入侵時，各國政府都發出了對娑提的禁令，不過其中葡属印度政府的禁令被認為效果不大。 英國及丹麥在19世紀前仍然不反對娑提，但以英國為本部的福音教會就以自己的力量，由克理及威尔伯福斯领队，帶著部分傳教的目的到印度進行反娑提習俗的運動。曾經親眼目睹親人進行娑提的孟加拉改革者罗姆摩罕罗易參考了福音會的運動親自到加爾各答對當地寡婦進行遊說，並組織了監察團體。1829年孟加拉管辖区由總督威廉·斑迪克正式立法取締娑提，法案之後受到鄰接地區的跟隨。到了1987年印度拉賈斯坦邦一村莊發生了一宗轟動一時的娑提案，事件引來全境人民的強烈抗議，促使印度政府進一步立法保護婦女，並取締製作娑提墓石的行為。現在，不論寡婦自願與否，教唆、強迫、執行、協助、旁觀或歌頌娑提儀式都屬違法，最高刑罰可以是死刑或終生監禁。

## 參看
- 殉葬、殉夫
- 阿耆尼（印度教火的神格化）

## 引用資料
1. 1 2  奉定勇. . 内蒙古农业大学学报(社会科学版) (内蒙古自治区呼和浩特市: 内蒙古农业大学). 2009, (2009第2期): 373—376. ISSN 1009-4458 （简体中文）.
2. 1 2  娑提塑像：四個18世紀的蝕刻畫，Baltazard Solvyns作 （页面存档备份，存于） Robert L. Hardgrave, Jr.著。文中使用了"likely"（很可能）來形容寡婦被其他人喂吃鴉片而服從進行儀式。
3. 1 2   [防止娑提法案]. 印度政府婦孺發展部.   [2019-03-18]. （原始内容存档于2021-01-18）.
4. 1 2  Shakuntala Rao Shastri, 「神聖的法律下的婦女」 -- The later law books (1960).
5. ↑  Central Sati Act - An analysis （页面存档备份，存于）（中央娑提法案 - 分析），Maja Daruwala著，1988年在德里最高法院為娑提習俗進行辯護的律師
6. ↑  葡萄牙人：果阿歷史，马诺哈尔·马尔贡卡（英语：Manohar Malgonkar）著作的《果阿內部》
7. ↑  珍愛與分享：果阿基督教遺產 （页面存档备份，存于），多倫多大學1991年。
8. ↑  INDIA SEIZES FOUR AFTER IMMOLATION （印度逮捕4名自焚案疑犯），紐約時報